# Sky One
Sky1（スカイ・ワン）はイギリスの放送事業者ブリティッシュ・スカイ・ブロードキャスティングが運営するテレビ局。
1982年サテライト・テレビジョンとして開局。

## 主な番組
- Glee
- スターゲイトシリーズ
- WWEスーパースターズ
- ザ・シンプソンズ